# Johann von Spreckelsen (maire)
 (mai 2025).
Pour les articles homonymes, voir Haller.
Johann von Spreckelsen (né vers 1460 à Hambourg, mort le 25 février 1517 dans la même ville) est homme politique qui fut notamment conseiller (senator en latin ; Ratsherr en allemand) puis maire de Hambourg.

## Biographie
Spreckelsen est élu conseiller en 1498 et élu maire le 28 février 1512, succédant au défunt maire Carsten Barschampe († 1511).

### Fête de laPfingsthoege
Hambourg lui doit la création le 12 mai 1505 de la Pfingsthoege, fête familiale célébrée chaque année à la Pentecôte « pour entretenir la bonne amitié et l'unité ». Il y invite au départ ses fils, filles, gendres et tous les autres membres de son clan dans sa maison du Rödingsmarkt. Le menu des repas était fixe et quiconque y dérogeait devait payer un baril de bière et les retardataires au repas devaient payer une amende à partir desquelles on achetait du vin. En 1574 est créée une fondation pour administrer les cotisation dont les intérêts servaient à financer la fête. Le Pfingsthöge est célébré pour la dernière fois en 1625 puis annulé en raison d'un trop grand nombre de participants. En 1688, le capital de cette fondation dépasse les 50.000 Mark Banco, de sorte que le 3 juillet 1688 les membres de la famille Spreckelsen se réunirent sous la présidence d'un conseiller afin de discuter l'attribution des fonds.

Le 21 novembre 1688, la répartition des fonds est fixée comme suit par décret du Conseil:
- 24.000 Mark Banco remis au Trésor pour la construction d'une armurerie, construite par la suite sur le Ellerntorsbrücke (de)
- 10.000 Mark Banco investis avec les intérêts versés à Johann Friedrich Mayer comme pasteur de l'église Saint-Jacques de Hambourg et professeur au Lycée académique (Akademisches Gymnasium)
- 7.090 Mark Banco attribués à l'orphelinat et au pénitencier.
- 4.253 Mark Banco versés aux membres de familles pauvres
- 860 Mark Banco pour la conversion des Juifs de Hambourg.

La fête de Pfingsthöge est rétablie le 17 mai 1986 par les descendants de la famille Spreckelsen et se tient depuis chaque année lors de la Pentecôte.

### Famille
Membre de la famille Spreckelsen, Johann est le fils de Heino von Spreckelsen et de Wöbbeke Ghervers, fille du conseiller de Hambourg Johann Ghervers. Johann von Spreckelsen épouse Gertrud Schulte, dont Wöbbeke mariée au conseiller Meino von Eitzen († 1559), Margaretha mariée au maire Johann Wetken († 1538) et Gesche à Evert Huge, fils du maire de Hambourg Johann Huge († 1504). Parmi leurs fils, Peter († 1553) devint également maire de Hambourg.